# Бубенко, Роман Васильевич
Роман Васильевич Бубенко (укр. Роман Васильович Бубенко; 5 июня 1979, Харьков — 26 июля 2023, Днепр) — украинский военнослужащий, главный сержант, участник российско-украинской войны. Герой Украины (2024, посмертно).

## Биография
Родился в Харькове, позже семья переехала в Сновский район Черниговской области. В 1996 году окончил Петровскую среднюю школу, а в 1997 году — профессионально-техническое училище № 7 в городе Щорс (ныне Сновск), получив специальность тракториста-машиниста и лесника. Служил срочную службу в воинской части 73448, где получил квалификацию механика-водителя танка Т-64Б.
С начала полномасштабного вторжения России в Украину в 2022 году был мобилизован в 1-ю отдельную танковую Сиверскую бригаду. В июле 2023 года во время очередного боя Бубенко получил смертельные ранения и скончался в больнице Днепра 26 июля 2023 года.
Похоронен на Яцевском кладбище в Чернигове.

## Награды
- Звание «Герой Украины» с удостоением ордена «Золотая Звезда» (28 июня 2024, посмертно) — за личное мужество и героизм, проявленные в защите государственного суверенитета и территориальной целостности Украины, верность военной присяге[1].
- Орден «За мужество» III степени (7 апреля 2023) — за личное мужество и самоотверженные действия, проявленные в защите государственного суверенитета и территориальной целостности Украины, верность военной присяге[2].